# Dasymetopa quinquepunctata
Dasymetopa quinquepunctata é uma espécie de mosca ulita ou do tipo foto-asa do gênero Dasymetopa, da família Ulidiidae.
A Dasymetopa quinquepunctata foi descrita pela primeira vez em 1911, por Friedrich Georg Hendel.